# Мормес
Морме́с (фр. Mormès) — коммуна во Франции, находится в регионе Юг — Пиренеи. Департамент — Жер. Входит в состав кантона Ногаро. Округ коммуны — Кондом.
Код INSEE коммуны — 32291.

## География

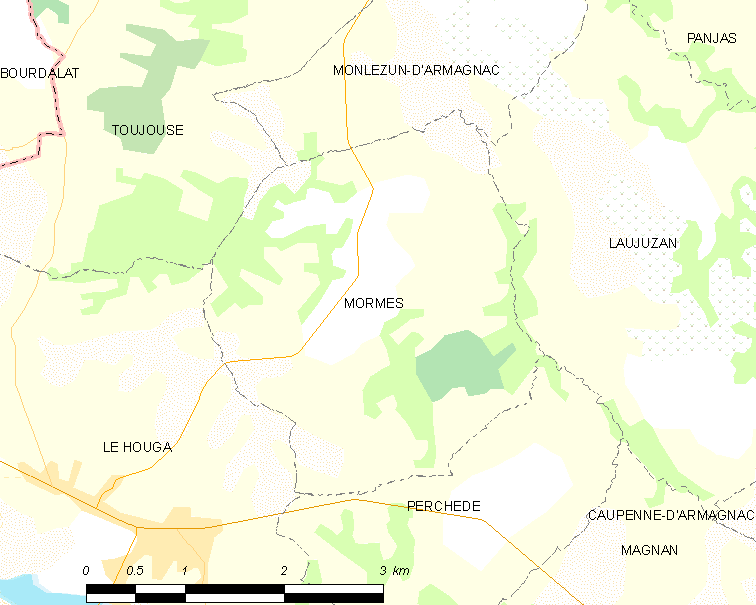
Карта коммуны

Коммуна расположена приблизительно в 600 км к югу от Парижа, в 130 км западнее Тулузы, в 65 км к западу от Оша.

## Климат
Климат умеренно-океанический. Лето жаркое и немного дождливое, температура часто превышает 35 °С. Зимой часто бывает отрицательная температура и ночные заморозки. Годовое количество осадков — 700—900 мм.

## Население
Население коммуны на 2010 год составляло 124 человека.
| 1962 | 1968 | 1975 | 1982 | 1990 | 1999 | 2010 |
| ---- | ---- | ---- | ---- | ---- | ---- | ---- |
| 186  | 172  | 150  | 139  | 133  | 124  | 124  |

## Администрация
| Период | Период | Фамилия     | Партия                                     | Примечания |
| ------ | ------ | ----------- | ------------------------------------------ | ---------- |
| 1947   | 1973   | Элуа Менак  | Французская секция Рабочего интернационала |            |
|        |        |             |                                            |            |
| 2001   | 2014   | Эрве Каррер |                                            |            |
| 2014   | 2020   | Режи Тарта  |                                            |            |

## Экономика
В 2010 году среди 72 человек трудоспособного возраста (15-64 лет) 54 были экономически активными, 18 — неактивными (показатель активности — 75,0 %, в 1999 году было 61,0 %). Из 54 активных жителей работали 52 человека (26 мужчин и 26 женщин), безработных было 2 (1 мужчина и 1 женщина). Среди 18 неактивных 9 человек были учениками или студентами, 5 — пенсионерами, 4 были неактивными по другим причинам.